# 果てなき明日へと
「果てなき明日へと」（はてなきあすへと）は、175Rのメジャー11枚目、通算13枚目のシングルである。2006年11月1日にリリース。

## 概要
- 前作から約9か月ぶりのリリース。
- Virgin Musicへ移籍してから初のリリース。
- 通常盤と初回盤の2形態でのリリースであり、初回盤には2006年8月4日に行われたROCK IN JAPAN FESTIVALのライブ映像を収録したDVDが付属。

## 収録曲

### CD
- 全作詞・作曲:shogo.k、編曲:175R,SEIJI KAMEDA

1. 果てなき明日へと
2. 君の左手
3. シャイン、光の道しるべ〈Live ver.〉（通常盤のみ）

### DVD(初回盤のみ)
1. シャイン、光の道しるべ
2. メロンパン
3. 1085
4. 空に唄えば